# شیرفروش (فیلم ۱۹۵۰)
شیرفروش (انگلیسی: The Milkman) یک فیلم سینمایی آمریکایی در ژانر کمدی محصول سال ۱۹۵۰ میلادی با بازی دانالد اوکانر، جیمی دورنتی و پایپر لوری است.